# Oberhonschaft (Haan)
Die Oberste Honschaft Haan war im Mittelalter und der Neuzeit eine Honschaft im Kirchspiel Haan im bergischen Amt Solingen. Die Höfe und Wohnplätze liegen heute, neben dem Gemeindegebiet von Haan, auch auf dem Gebiet der Städte Solingen und Wuppertal.
Zu der Honschaft gehörten die Höfe und Wohnplätze: 
| - Backesheide (auch Backesheyde, Backhaußheide), - Bolthausen, - Bremkamp (auch Bremekamp, Bremencamp), - Büschersberg, - Champagne (auch Schampanschen, Schampangon, Schapanschen, Schampanigen), - Alt-Derken (auch Derken, in der Derken, aufm Derkum), - Gathen (auch an der Gaten), - Gütchen (auch Gütgen), - Görtscheid (auch Görtges, Görtchens, Gortzes, Görtshauß), - Höhe (auch Unterste Höhe= Küppers Höhe, Schäfers Höhe, Rauen Höhe, Engels-Höhe = Oberste Höhe), - Kinderbusch, - Maiseiche (auch Meyßeiche), - Maishaus (auch Meishauß, Meyßhauß, Meiß), - Neuenhaus (heute Lohoff), - Obgruiten (auch Opgrüten, Upgrüten, Upgruyten, Upgreuten), - Ölbers (auch Ölpers, Olberts, Ölbershauß, Albershuys), | - Polnische Mütze, - Porten (auch zur Pforten, Portzen, Portzgen), - Schafstall (auch Schaafstall), - Schlüssel (auch Schlüßel), - Schmitte (auch in der Schmitte), - Schrotzberg (auch Schrotsberg, Schrodtsberg, Schroytzberg), - Simonshaus (auch Simonßhauß, Simes, Ziemes, Ziemeshauß), - Simonshöfchen (auch Simonshöfgen, Ziemeshöfgen), - Steeg (auch Sterg, Steg, aufm Stich, Stip, Stick), - Stropmütze, - Tückmantel, - Wibbeltrath (auch Wibbelrath, Wippelrath, Wybeltroede, Wibeltrath), - Zur Linden (auch Linden, Linde, zur Lynden). |